# Bogusław Bijak
Bogusław Bijak (ur. 9 czerwca 1930 w Ożarowie, zm. 28 sierpnia 2011 w Warszawie) – polski duchowny rzymskokatolicki, prałat, związany z ruchem ludowym.
Duchowny archidiecezji warszawskiej, w latach 1967–1990 związany z tutejszą kurią jako notariusz, a potem dyrektor Wydziału Duszpasterstwa. Od 1980 związany z parafią św. Anny w Wilanowie jako wikariusz i administrator, następnie proboszcz, a w ostatnich latach życia rezydent. W latach 2005–2006 pierwszy proboszcz parafii Opatrzności Bożej w Wilanowie. Był wieloletnim dziekanem dekanatu wilanowskiego i pierwszym prepozytem Kapituły Kolegiackiej Wilanowskiej.

## Życiorys

### Dzieciństwo i edukacja
Urodził się 9 czerwca 1930 w Ożarowie w gminie Opole Lubelskie w rodzinie Antoniny z domu Oszot i Leona Bijaka; miał młodsze rodzeństwo – brata Teodora i siostrę Władysławę.
W 1937 rozpoczął naukę w szkole podstawowej w Wrzelowcu, a następnie kontynuował edukację w liceum ogólnokształcącym w Opolu Lubelskim. Po jego ukończeniu przeniósł się do Warszawy i w 1949 rozpoczął studia na Wydziale Geodezji Politechniki Warszawskiej, uzyskując tytuł inżyniera geodety pierwszego stopnia. Następnie wstąpił do Wyższego Metropolitarnego Seminarium Duchownego w Warszawie i 8 grudnia 1956 został wyświęcony przez kardynała Stefana Wyszyńskiego. W 1979 w Akademii Teologii Katolickiej uzyskał tytuł magistra teologii w zakresie homiletyki. Tematem pracy był Ks. Aleksander Wóycicki jako mówca społeczny i patriotyczny, zaś jej promotorem ks. dr Waldemar Wojdecki.

### Działalność duszpasterska

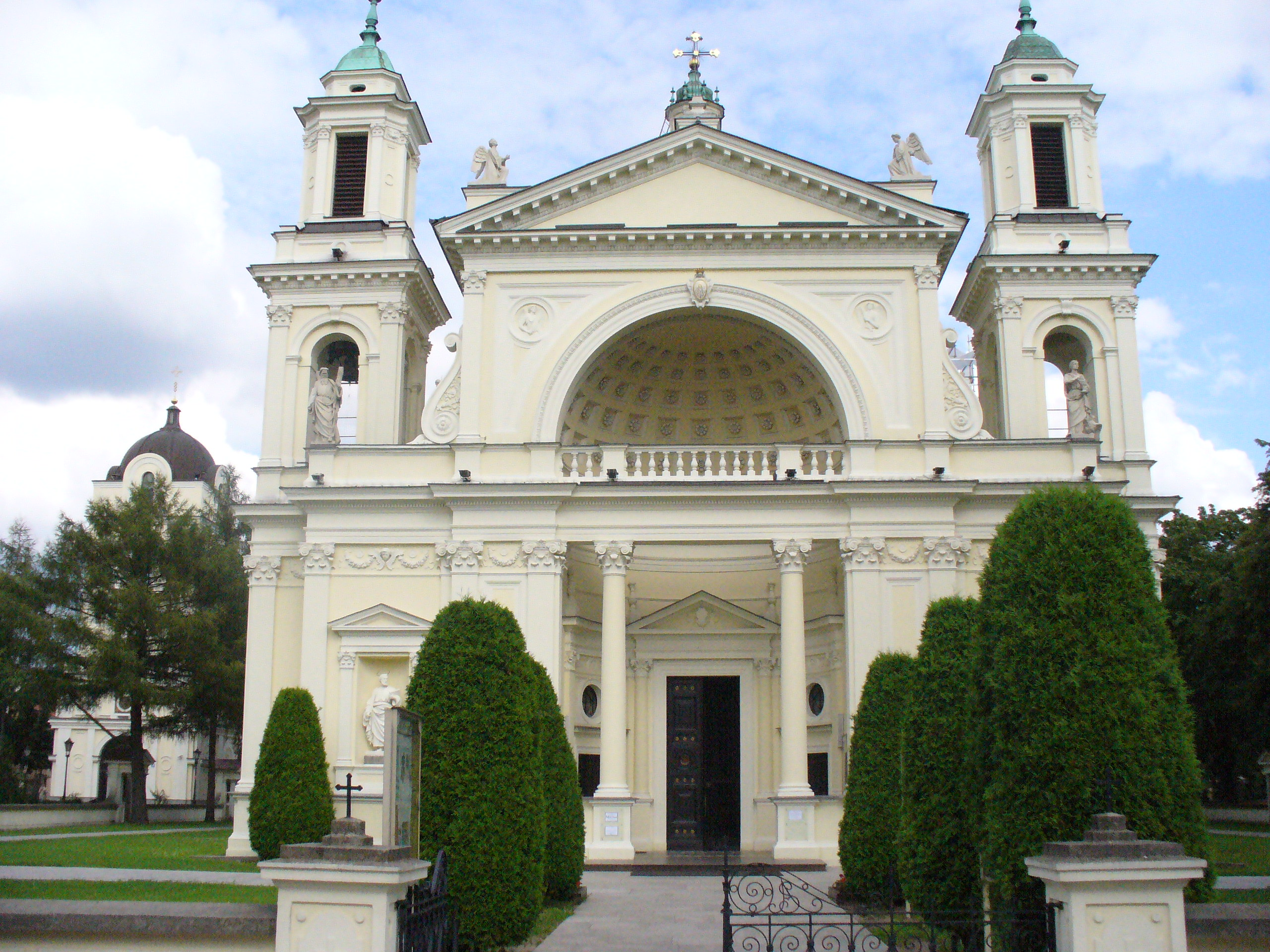
Kościół parafialny św. Anny w Wilanowie, z którym ks. Bijak był związany od 1980

Po święceniach od 1956 do 1957 był wikariuszem w parafii św. Małgorzaty Dziewicy i Męczennicy w Leoncinie, a od 1957 do 1960 w parafii Matki Bożej Częstochowskiej w Piastowie.
Następnie został skierowany do Warszawy do parafii św. Andrzeja Apostoła, a od 1961 do 1967 był wikariuszem w parafii św. Aleksandra. W tej ostatniej proboszczem był biskup Zygmunt Choromański, który zaangażował Bogusława Bijaka do pracy wśród młodzieży i do stworzenia w parafii duszpasterstwa akademickiego. Jednocześnie został skierowany do pracy w Kurii Metropolitalnej Warszawskiej, w której w latach 1967–1990 był notariuszem, a także dyrektorem Wydziału Duszpasterstwa. W latach 1967–1980 pozostawał w parafii św. Aleksandra jako rezydent.
W latach siedemdziesiątych prowadził rekolekcje dla warszawskich grup oazowych oraz na potrzeby duszpasterstwa lokalnego. Zaadaptował pracownię w podziemiach kurii przy ulicy Miodowej, w której drukowano potrzebne materiały. Jednak pracownia była zbyt mała i dlatego w latach 1978–1979 w ogrodach prymasowskich wybudował nową drukarnię, która została wyposażona – dzięki pomocy władz samorządowych Paryża – w różne sprzęty drukarskie, których kupno w kraju było niemożliwe. Działalność wydawniczo-drukarska wzbudzała zainteresowanie władz komunistycznych i drukarnia była ciągle kontrolowana, zaś ksiądz Bijak wielokrotnie był wzywany do siedziby urzędu cenzury w celu składania wyjaśnień.
W 1979 był współorganizatorem pierwszej pielgrzymki papieża Jana Pawła II do Polski – wszedł w skład prezydium Warszawskiego Komitetu Przyjęcia Ojca Świętego oraz kierował sekcją duszpastersko-katechetyczną.
W 1980 został wikariuszem w parafii św. Anny w Wilanowie i administratorem. Gdy 9 lutego 1981 zmarł tamtejszy proboszcz ks. Kazimierz Konieczny, ksiądz Bijak został jego następcą, funkcję tę pełnił do 2005. Będąc proboszczem, dokonał generalnego remontu i konserwacji świątyni oraz domów parafialnych. Kościół i wszystkie budynki parafialne pokrył blachą miedzianą, na nowo przebudował starą i nową plebanię. Wybudował również nowy dom katechetyczny, budynki szkolne oraz wieczernik i dom kolegiacki, w którym ostatnie lata życia spędził prymas senior Józef Glemp. Teren między plebanią, a kościołem rozdzielała ulica Biedronki, która została wyłączona z ruchu, w tym miejscu wybudował Dzwonnicę Trzeciego Tysiąclecia, w której zostały umieszczone dwa zabytkowe dzwony oraz kolejne cztery. Powiększył też teren cmentarza.
W marcu 1982 razem z księdzem Jerzym Popiełuszką zainicjował tradycję wilanowskich mszy świętych w intencji ojczyzny.
W latach 1992–2006 był również dziekanem dekanatu wilanowskiego.
Był też inicjatorem stworzenia nowej parafii w południowej części parafii św. Anny na Kępie Zawadowskiej i w tym celu w latach osiemdziesiątych zakupił dwie działki. Wybudował również przy ulicy Bruzdowej 3 kapliczkę Matki Bożej. Ostatecznie nowa parafia została erygowana w 2006, a jej proboszczem został ks. dr Paweł Bijak (bratanek ks. Bogusława).
Zdaniem kanclerza warszawskiej kurii ks. Grzegorza Kalwarczyka, zasługą ks. Bogusława Bijaka była propozycja i pomoc w lokalizacji Świątyni Opatrzności Bożej. W latach 2005–2006 był on pierwszym proboszczem nowej parafii. Zwieńczeniem tych wszystkich inicjatyw było 16 października 1998 podniesienie przez kardynała Glempa kościoła św. Anny do rangi kolegiaty Kapituły Kolegiackiej Wilanowskiej, która ukonstytuowała się 17 stycznia 1999. Od 1998 do 2006 ksiądz Bijak był kanonikiem gremialnym i pierwszym prepozytem owej Kapituły.
W czasie swojej wieloletniej pracy duszpasterskiej często pracował wśród młodzieży, szczególnie akademickiej i pozaszkolnej, a także młodzieży nieprzystosowanej społecznie. Ukształtował program organizacyjno-wychowawczy dla ministrantów całej archidiecezji warszawskiej. Był też założycielem studium lektorskiego dla kształtowania postaw służby liturgicznej ołtarza oraz popierał i rozwijał duszpasterstwo wspólnot Ruchu Światło-Życie, współpracując z księżmi Franciszkiem Blachnickim i Wojciechem Danielskim. W Magdalence założył i wybudował ośrodek rekolekcyjny.
Jedną z ostatnich inicjatyw księdza Bijaka było wybudowanie w Podkowie Leśnej domu, który miał służyć kapłanom seniorom (ostatecznie Dom kapłana seniora znajduje się w podwarszawskim Kiełpinie).
Od 2006 był na emeryturze i pozostał w Wilanowie jako rezydent.

### Działalność społeczna i polityczna

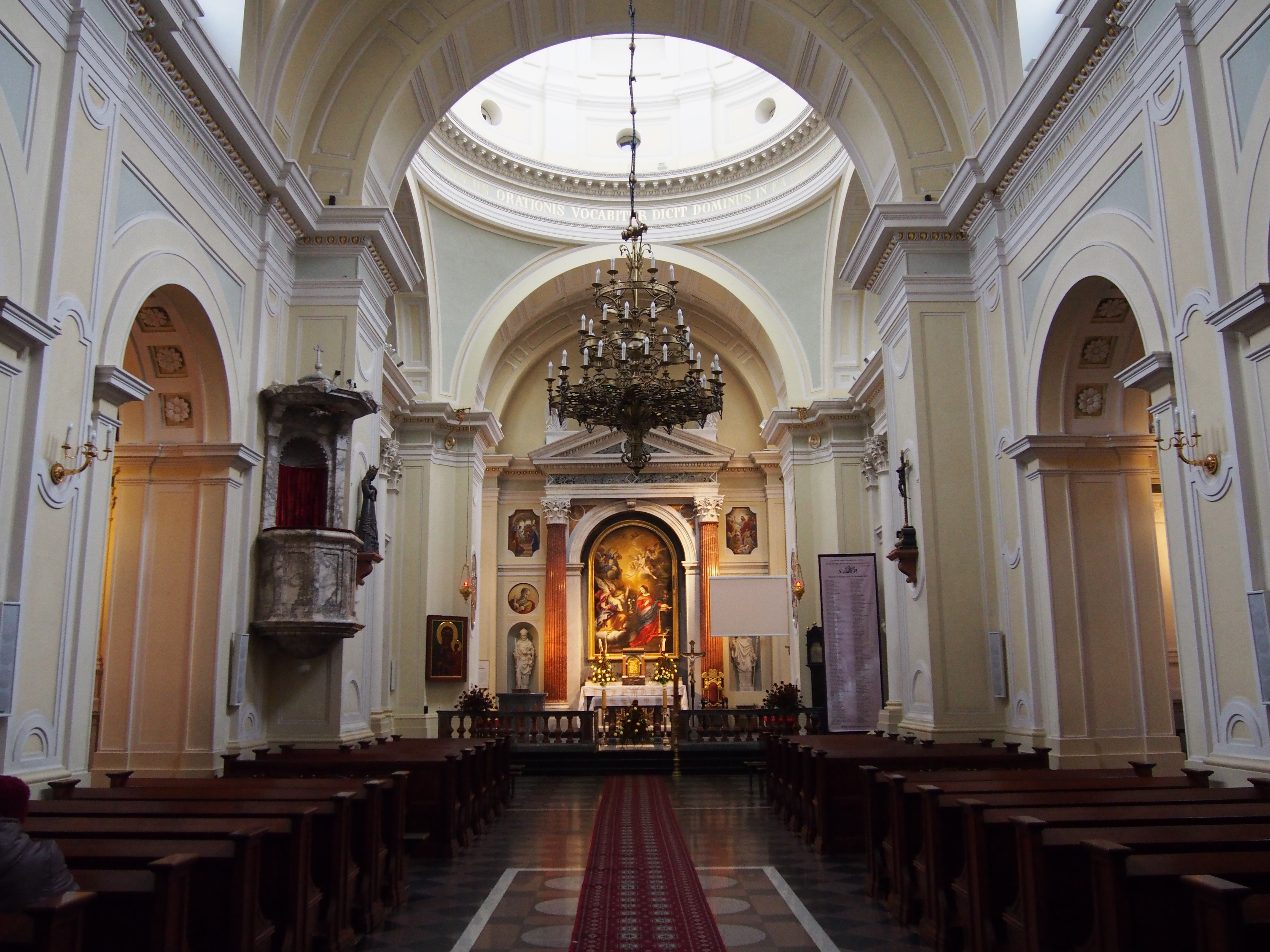
Wnętrze kościoła św. Anny w Wilanowie

Wraz z rozpoczęciem swojej duszpasterskiej pracy w parafii wilanowskiej, obok prac konserwatorskich, skupił się również na problemach społeczno-politycznych. Realizując nauczanie społeczne Kościoła, które ugruntował, analizując myśl społeczną ks. Aleksandra Wóycickiego, przystąpił do wdrażania swojej wizji lokalnej społeczności wilanowskiej w wymiarze religijnym i społecznym. Zaczął nawiązywać kontakty z organizacjami z Europy Zachodniej, które umożliwiły wymianę międzynarodową dzieci i młodzieży. Te wyjazdy miały na celu nie tylko naukę języka, ale i wzajemnego poznania się i nawiązania bliższych znajomości. Francuzi czy Holendrzy nie tylko utrzymywali bliskie kontakty z rodzinami i przyjeżdżali do Polski, ale również organizowali transporty z lekami i żywnością.
Już po zmianach ustrojowych zaczął organizować pomoc dla Polaków wracających ze Wschodu. W 2001 na terenie zabudowań parafialnych zorganizował szkołę katolicką pod nazwą Liceum Ogólnokształcące Niepubliczne Kolegium św. Stanisława Kostki, którą przeznaczono dla dzieci polskiego pochodzenia z Białorusi i Ukrainy, a także z Lubelszczyzny, aby mogły podjąć naukę w Warszawie.
Rozwijając lokalną wspólnotę w wymiarze duchowym, angażował się również w jej rozwój społeczny i poprawę infrastruktury. Nawiązywał do czasów świetności Wilanowa – czyli okresu panowania króla Jana III Sobieskiego. Dlatego też zaangażował się w coroczne obchody wiktorii wiedeńskiej z 1683.
Będąc bliskim współpracownikiem prymasa Wyszyńskiego, który w 1978 mianował go asystentem ruchu ludowego, a także biskupa Władysława Miziołka, uczestniczył po stronie kościelnej w pracach nad rozwojem rolniczych stowarzyszeń i związków zawodowych. Będąc proboszczem w Wilanowie, razem z grupą działaczy ludowych zaangażował się w prace nad stworzeniem Niezależnego Samorządnego Związku Zawodowego Rolników Indywidualnych „Solidarność”. Związek został zarejestrowany 12 maja 1981, a uroczystą mszę w zastępstwie chorego prymasa Wyszyńskiego odprawił na Wawelu biskup Miziołek. W pierwszą rocznicę rejestracji związku, podczas mszy w warszawskiej katedrze, zrodził się pomysł zorganizowania Ogólnopolskiej Pielgrzymki Rolników na Jasną Górę. Ksiądz Bijak podjął się jej przygotowania. 5 września 1982 w pielgrzymce wzięło udział około 300 tysięcy mieszkańców wsi. Ksiądz Bijak organizował również kolejne pielgrzymki. W wyniku tych dożynek jasnogórskich i przy zgodzie prymasa Glempa w grudniu 1982 Komisja Plenarna Episkopatu Polski podjęła decyzję o utworzeniu Komisji ds. Duszpasterstwa Rolników. Jej pierwszym przewodniczącym został biskup Jan Gurda, a sekretarzem ksiądz Bijak. Kolejną inicjatywą w stronę środowiska ludowego było wydawanie biuletynu „Nasz Gościniec”. Współpraca z ruchem ludowym jeszcze bardziej nasiliła się po tym, jak na wniosek władz NSZZ Rolników Indywidualnych „Solidarność” 8 maja 1986 prymas Glemp mianował go asystentem kościelnym ruchu ludowego.
Pod koniec lat 80. zaczął działać na rzecz reaktywowania Polskiego Stronnictwa Ludowego i jedności ruchu ludowego w duchu Stanisława Mikołajczyka. Współpracując z generałem Franciszkiem Kamińskim, na jego prośbę został kapelanem Batalionów Chłopskich, a kościół św. Anny uczynił ich świątynią. W następstwie prowadzonych rozmów i współpracy ze środowiskami reprezentującymi polską wieś udało się doprowadzić do reaktywacji Polskiego Stronnictwa Ludowego (wilanowskiego), co zostało ogłoszone 15 sierpnia 1989 na wilanowskiej plebanii.
W latach późniejszych kontynuował swoją pracę na rzecz jedności ruchu ludowego, rolnictwa i polskiej wsi. Będąc proboszczem, organizował spotkania, których celem była integracja ludności miast i wsi. Organizował kiermasze żywności i sztuki ludowej, które były połączone z występami zespołów folklorystycznych. W imprezach wilanowskich pojawiło się święto dzielenia się chlebem.
Angażował się również w bieżącą sytuację polityczną kraju, np. udostępniając pomieszczenia parafii na przeprowadzenie rozmów, które odbyły się 18 i 19 listopada 1988 między Lechem Wałęsą, któremu towarzyszyli: abp Bronisław Dąbrowski, abp Tadeusz Gocłowski, ks. Alojzy Orszulik oraz Tadeusz Mazowiecki, a ministrem gen. Czesławem Kiszczakiem, któremu towarzyszył Stanisław Ciosek. Spotkanie otworzył abp Dąbrowski, rozmowy pierwszego dnia zakończyły się fiaskiem, ale następnego dnia uzyskano konsensus i ustalono treść komunikatu; rozmowy te przybliżyły drogę do Okrągłego Stołu.
Wiosną 1994 zorganizował spotkanie, na które zaprosił osoby znane mu głównie z dawnej „Solidarności” i zaproponował im udział w wyborach na radnych gminy Wilanów. Obecny na spotkaniu dziennikarz Andrzej Stefan Szypulski zaproponował, że tych kandydatów (z zebranych osób chęć kandydowania wyraziło kilkoro) przedstawi na łamach gazety, którą będzie wydawał i 8 maja 1994 ukazał się pierwszy numer „Biuletynu Wilanowskiego”.

### Śmierć i pogrzeb

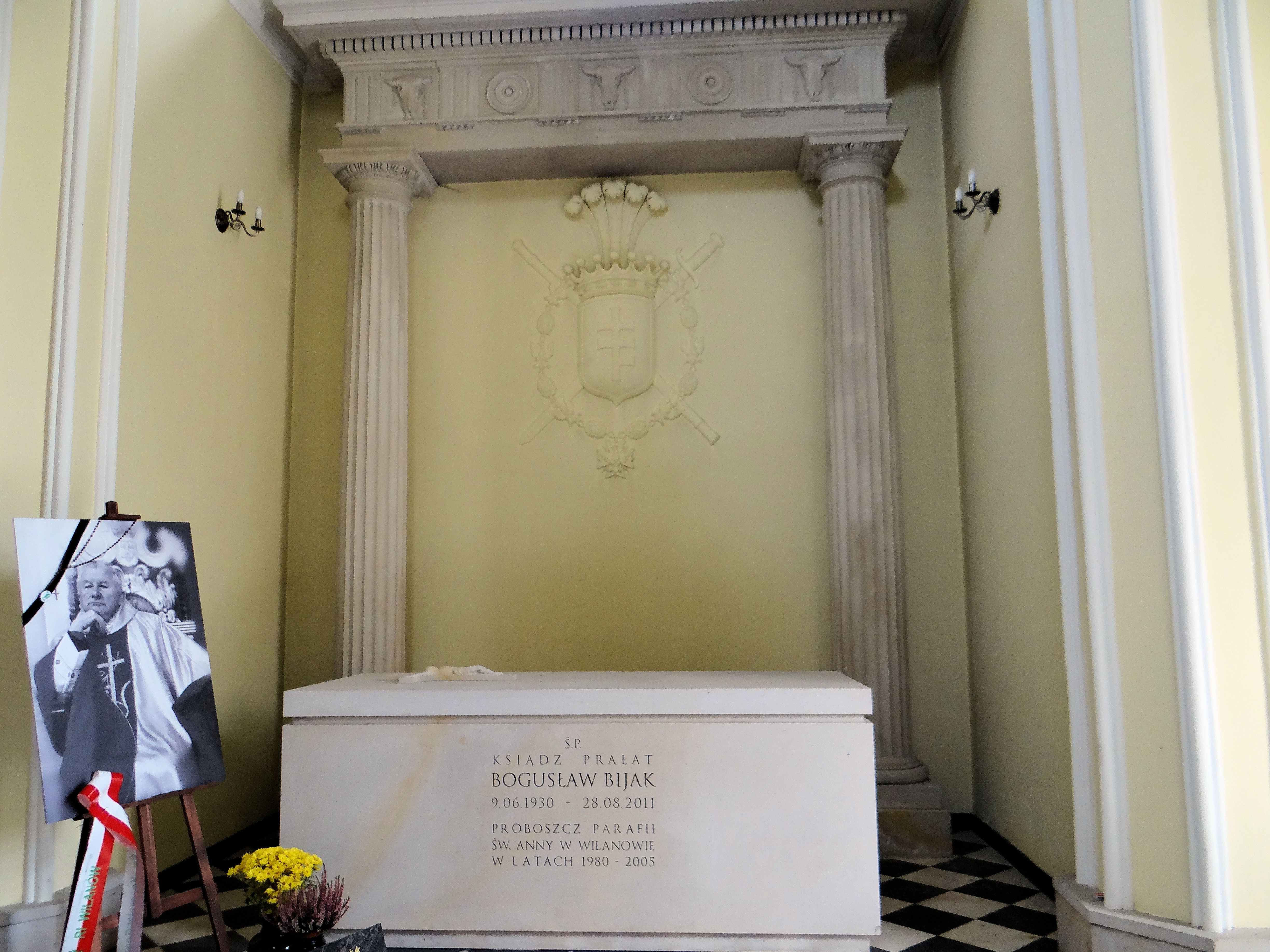
Grób księdza prałata Bogusława Bijaka w kaplicy na cmentarzu w Wilanowie

Zmarł 28 sierpnia 2011 w Warszawie. Uroczystościom pogrzebowym 5 września w kościele św. Anny w Wilanowie przewodniczył kardynał Kazimierz Nycz, a homilię wygłosił kardynał Józef Glemp. Zmarły został pochowany w kaplicy na miejscowym cmentarzu.

## Publikacje
- Pouczenie duszpasterskie dla przygotowujących się do Sakramentu Małżeństwa, Warszawa, 1973[9]

## Odznaczenia
- W 1976 został odznaczony przywilejem noszenia rokiety, mantoletu i pierścienia[2].
- Od 1981 kapelan Jego Świątobliwości[2].
- W 2006 odznaczony Orderem prymasowskim „Ecclesiae populoque servitium praestanti”[17].
- W 2006 odznaczony przez prezydenta Lecha Kaczyńskiego Krzyżem Oficerskim Orderu Odrodzenia Polski[25][26]
- W 2008 laureat Nagrody im. bp. Romana Andrzejewskiego za rok 2007[27].
- Od 2007 prałat honorowy Jego Świątobliwości[17].
- W 2010 wyróżniony Medalem Pamiątkowym „Pro Masovia”[28].

## Upamiętnienia
- 14 czerwca 2014 kardynał Kazimierz Nycz odsłonił przed kościołem Posłania Uczniów Pańskich w Warszawie (parafia na Kępie Zawadowskiej) kamień upamiętniający ks. prałata Bogusława Bijaka[29].
- Jest patronem domu dla osób starszych w Podkowie Leśnej[30].